# Hydromedusa
Sous-famille
Synonymes
- Hydromedusidae Baur, 1893

Genre
Synonymes
- Chelomedusa Gray, 1873

Hydromedusa, unique représentant de la sous-famille Hydromedusinae, est un genre de tortues de la famille des Chelidae.

## Répartition
Les deux espèces de ce genre se rencontrent au Brésil, en Argentine, au Paraguay et en Uruguay. Ce sont des tortues dulçaquicoles.

## Liste des espèces
Selon TFTSG (23 mai 2011) :
- Hydromedusa maximiliani (Mikan, 1820)
- Hydromedusa tectifera Cope, 1870

## Publications originales
- Baur, 1893 : Notes on the classification and taxonomy of the Testudinata. Proceedings of the American Philosophical Society, vol. 31, p. 210-225 (texte intégral).
- Wagler, 1830 : Natürliches System der Amphibien, mit vorangehender Classification der Säugthiere und Vögel. Ein Beitrag zur vergleichenden Zoologie. J.G. Cotta, München, p. 1-354 (texte intégral).